# Johan Christian Tandberg Castberg

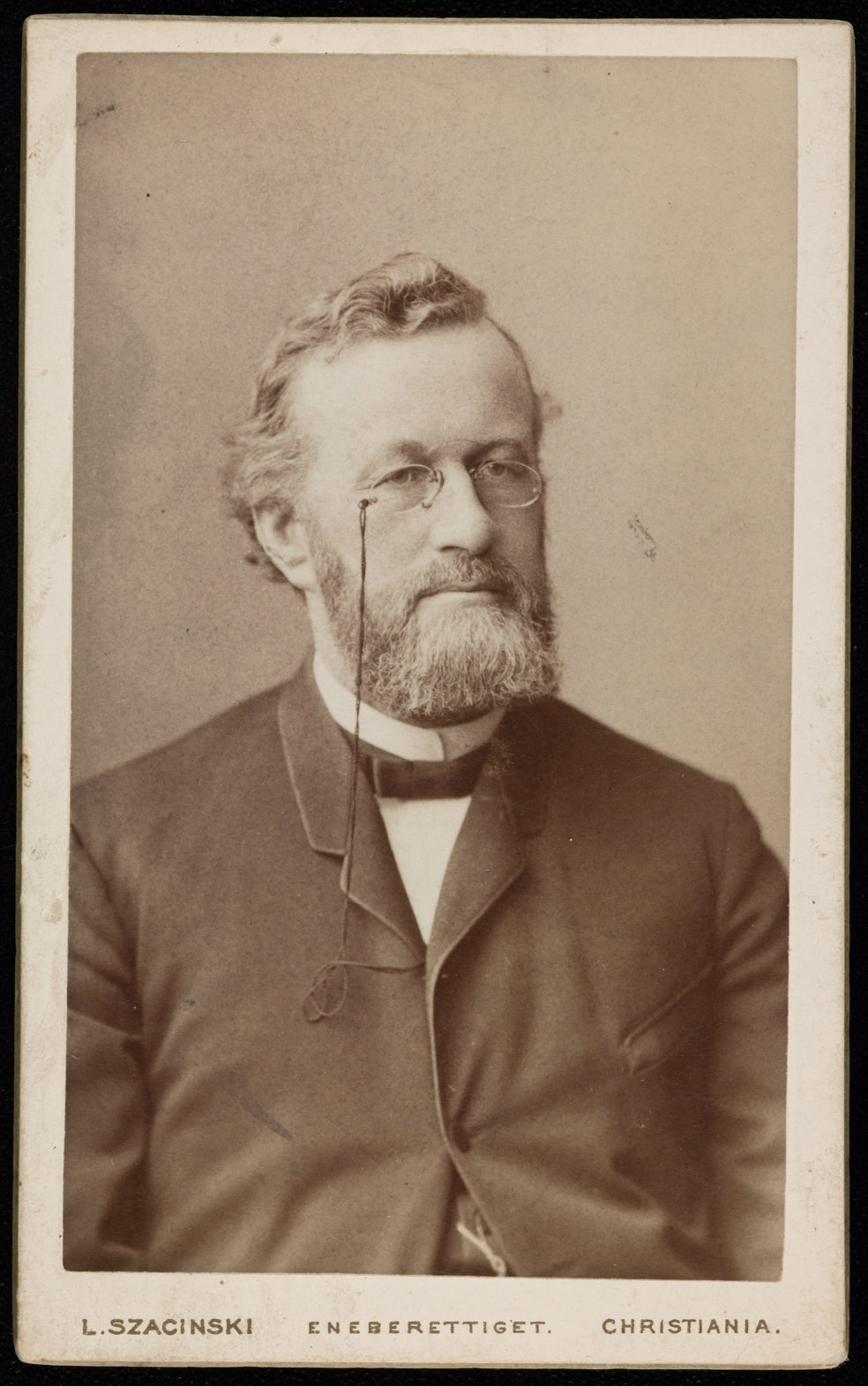
Johan Christian Tandberg Castberg, 1888

Johan Christian Tandberg Castberg (* 13. Oktober 1827 in Fredrikstad; † 7. Dezember 1899 in Trondheim) war ein norwegischer Zollbeamter, Zeitungsgründer, Bürgermeister und Parlamentsabgeordneter mit zahlreichen prominenten Nachkommen.

## Familie
Johan Christian Tandberg Castberg war der Sohn von Peter Hersleb Harboe Castberg (1794–1858) und Anne Margrethe Zimmer Henckell (1793–1854). Zum Zeitpunkt seiner Geburt hatte sein Vater gerade den Abschied von der Armee genommen, in der er 19 Jahre lang gedient hatte. Ab dem 25. Oktober war Peter Castberg Gemeindepfarrer, zunächst in Kviteseid und ab 1833 in Larvik, wo Sohn Johan am 7. Oktober 1844 konfirmiert wurde.
Johan Christian Tandberg Castberg heiratete am 17. September 1858 in Sandefjord Hanna Magdalena Frisak Ebbesen (* 19. Juni 1839 in Risør; † 22. November 1881 in Skien), die Tochter des Korpsarztes Jørgen Tandberg Ebbesen (1812–1887) und der Henriette Sophie Frisak (1811–1888). Sie gebar ihm in 19 Ehejahren 13 Kinder, von denen zehn das Erwachsenenalter erlebten: Anna Magrethe (1860–1894), Jørgen Ebbesen (* 1861), Johan (1862–1926), Einar (* 1864), Gunvor (* 1866), Bjarne (* 1871), alle in Brevik geboren; Hanna (1872–1926), Torgrim (1874–1928), Leif (1876–1950), Ragnhild (* 1878), alle in Skien geboren. Jørgen, Einar und Bjarne wanderten später in die Vereinigten Staaten aus und lebten in Omaha.
Sechs Jahre nach dem Tode von Hanna heiratete Johan Christian Tandberg Castberg erneut, am 12. August 1887 in der Johanneskirche in Christiania (Oslo) Olga Elvira Scheen (* 10. Juli 1853 in Hamburg; † 6. September 1930 in Kongsvinger), die Tochter des Kaufmanns Andreas Christian Scheen (1820–1890) und der Rebekka Marie Nygaard (Wogn) (1814–1882). Dieser Ehe entsprang als einziges Kind die Tochter Sigrun (* 1888).
Mit seinen Nachkommen gründete Johan Christian Tandberg Castberg einen weiteren kräftig wachsenden Zweig des auf Tyge Nielssøn Castberg (ca. 1610–1687) zurückgehenden prominenten Geschlechts der Castberg: Er ist der Vater des Politikers Johan Castberg, der Frauenrechtlerin Hanna Castberg von der Lippe, des Violinisten Torgrim Castberg und des Rechtsanwalts Leif Castberg sowie der Großvater des Juristen Frede Castberg, des Theaterdirektors Frits von der Lippe, des Keramikkünstlers Jens von der Lippe, der Publizistin Katti Wankel und des Malers Johan Christian Castberg.
Johan Christian Tandberg Castberg starb zwar in Trondheim an einem Schlaganfall, wurde aber am 15. Dezember 1899 in Skien, seiner hauptsächlichen Wirkungsstätte, beigesetzt.

## Karriere
Johan Christian Tandberg Castberg besuchte das Gymnasium in Larvik und legte 1846 als Externer das Examen artium (Abitur) med laud (mit Lob) ab und im Juni 1850 mit der gleichen Note die Prüfung zum cand. jur. Anschließend war er in Sandefjord als Rechtsanwalt und als Inspektor des 1837 gegründeten Schwefelheilbads tätig. Dort lernte er auch seine spätere erste Ehefrau Hanna kennen.
Er schlug die Beamtenlaufbahn im Zolldienst ein und wurde 1856 undertoldbetjent (Unterzollbeamter) in Brevik. Am 26. Mai 1866 wurde er zum overtoldbetjent (Oberzollbeamten) befördert und 1871 von dort nach Skien versetzt.
In Skien begann Castberg, sich für die Liberalen („Linken“), die spätere Venstre-Partei, einzusetzen. Zur Förderung seiner politischen Ziele gründete er die Zeitung Varden (wörtlich: Steinmännchen). „Varden engagierte sich schnell mit manchmal scharfen redaktionellen Ansichten, unter anderem als Verfechter des allgemeinen Wahlrechts. Auf lokaler Ebene unterstützte die Zeitung nachdrücklich den Ausbau der Vestfold-Eisenbahn und setzte sich klar für die Arbeiterbevölkerung im Bakken-Viertel von Skien ein, das nach dem Eindämmen des Hjellevatnet ständig mit Überschwemmungen zu kämpfen hatte.“ Die erste Probeausgabe der Zeitung erschien im Dezember 1874; vom 1. Jänner 1875 bis zum 15. September 1884 diente Castberg als ihr Herausgeber und lieferte ihr, ohne Namensnennung, zahlreiche Beiträge.
Im Jahr nach seiner Ankunft in Skien wurde Johan Christian Tandberg Castberg in den Stadtrat gewählt und 1875 bis 1878 hatte er das Bürgermeisteramt inne. „In dieser Funktion war er maßgeblich am Wiederaufbau der Stadt nach dem großen Brand von 1886 beteiligt.Er setzte sich dafür ein, dass die Skien-Christiania-Eisenbahn nicht entlang der Küste, sondern über Kongsberg verlaufen sollte.“
1877 betrat er schließlich die nationale politische Bühne. Er war Abgeordneter für den Wahlkreis Skien in den Stortings von 1877–1879, 1880–1882 und (diesmal als Vertreter der neugegründeten Venstre-Partei) 1886–1888. Dort war er zunächst Mitglied des Protokollausschusses, dann ab 1879 des Zollausschusses, dem er 1880–1882 und erneut 1886–1888 als Vorsitzender vorstand. Außerdem war er Mitglied des Wahlausschusses (1880–1882) und des Vertragsausschusses (1882). 1884–1897 war er vom Parlament mit der Leitung der Filiale der norwegischen Zentralbank Norges Bank in Skien beauftragt.
„Im Storting war Johan Castberg in seinem Element. Er machte sich mit den Themen vertraut und vertrat mit großer Gewissenhaftigkeit seine oft originellen Standpunkte. Die bekannten Worte von Johan Sverdrup zeigen, dass er in der Debatte keine Kosten scheute: ‚Ich bin zufrieden, wenn ich einen Gegner mit einem Schuss erschieße, aber Castberg erschießt viele.‘“ Als „zollpolitische Sprecher“ der Venstre war Castberg dem Protektionismus zugeneigt, „gleichzeitig aber auch ein glühender Verfechter reduzierter Zölle auf Güter des täglichen Bedarfs; er war einer der Hauptverfechter dieser Politik bereits während der großen Debatte über den Zolltarif im Jahr 1878. Unter seinen Beiträgen während seiner ersten Legislaturperiode sind seine scharfe Kritik an dem millionenschweren Bau des neuen Nationalkrankenhauses, seine Stellungnahmen in der Wahlrechtssache und auch sonst in allen wichtigen politischen Fragen, die aufgeworfen wurden, erwähnenswert.“
1887, während seiner letzten Stortingperiode, wurde er Mitglied der Zolltarifkommission. Zu diesem Zeitpunkt hatte er sich bereits mit Johan Sverdrup wegen des zu geringen Budgets für den Zolldienst endgültig überworfen. Als sich die Liberale Partei nach heftigen Auseinandersetzungen 1887–1888 in einen radikalen (Venstre) und einen gemäßigten (Moderate Venstre) Flügel aufspaltete, schloss Castberg sich den Radikalen an.
1887 war er zum toldinspektør (Zollinspektor) mit Dienstort in Trondheim befördert worden. Auch nach seinem Umzug dorthin beteiligte er sich weiter am politischen Leben mit Zeitungsartikeln und Vorträgen. Als Mitglied der Zollrechtskommission von 1891 bis 1893 wirkte er an der Empfehlung über die Schiffsabgaben mit; seine abweichende Meinung særvotum om skibsavgiftene ließ er 1894 drucken.
Johan Christian Tandberg Castbergs Interessen gingen über das rein Politische hinaus, was seine Gelegenheitsschriften Die Erweckung, ihr Wesen und ihre Wirkungen und Über die Anlage und Behandlung von Misthaufen belegen.

## Veröffentlichte Schriften
(Quelle: )
- En Betragtning over „Bækkelsen“, dens Bæsen og Birkninger. (Die Erweckung, ihr Wesen und ihre Wirkungen.) J. Cbg., Christiania 1862.
- En kortsattet Udvikling af Statsøkonomiens vigtigste Læresætninger. (Eine kurze Entwicklung der wichtigsten Lehren der politischen Ökonomie.) Christiania 1863.
- Nogle Ord om den franske Traktat og om Hindringerne for en Reform af vor Toldtarif. (Einige Worte über den französischen Vertrag und die Hindernisse für eine Reform unseres Zolltarifs.) Christiania 1880.
- Anonyme Beiträge zur Zeitung Varden als Redakteur 1875–1884.
- In: Storthings-Forhandlinger: 1877, V. Dok. Nr. 4: Forslag ang. Revisjon af Toldlovgivningen og ang. Toldadministrationen. (Vorschlag zur Überarbeitung des Zollrechts und der Zollverwaltung.)
- In: Skilling-Magazin 18**: Om Mistbænkes Anlæg og Behandling. (Über die Anlage und Behandlung von Misthaufen.)
- In: Dagbladet, 1885, Nr. 116: Om Indskrænkninger i Toldpersonalet. (Über den Personalabbau bei den Zollbehörden.)
- In: Morgenbladet: verschiedene Leserbriefe.